# Museum voor Turkse en Islamitische Kunst

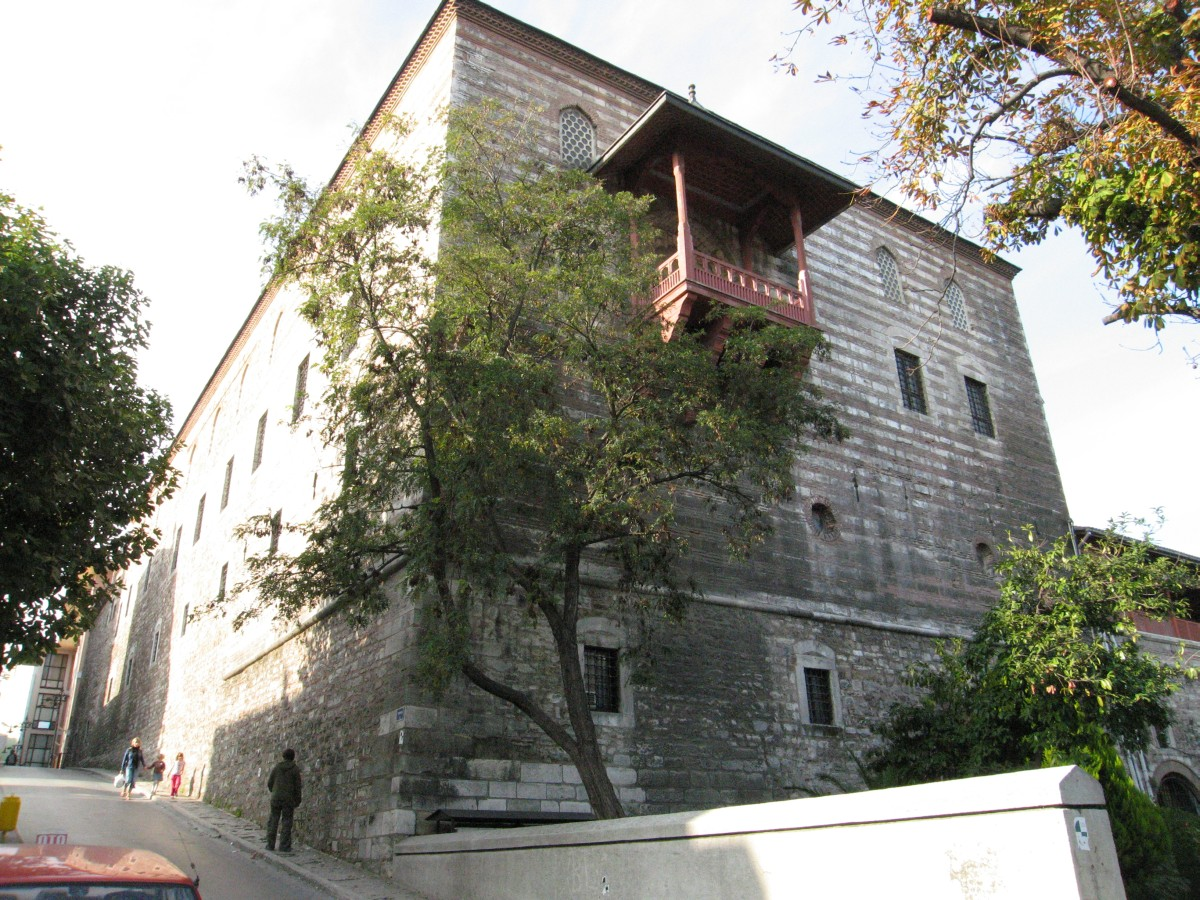
Hoofdgebouw van het museum

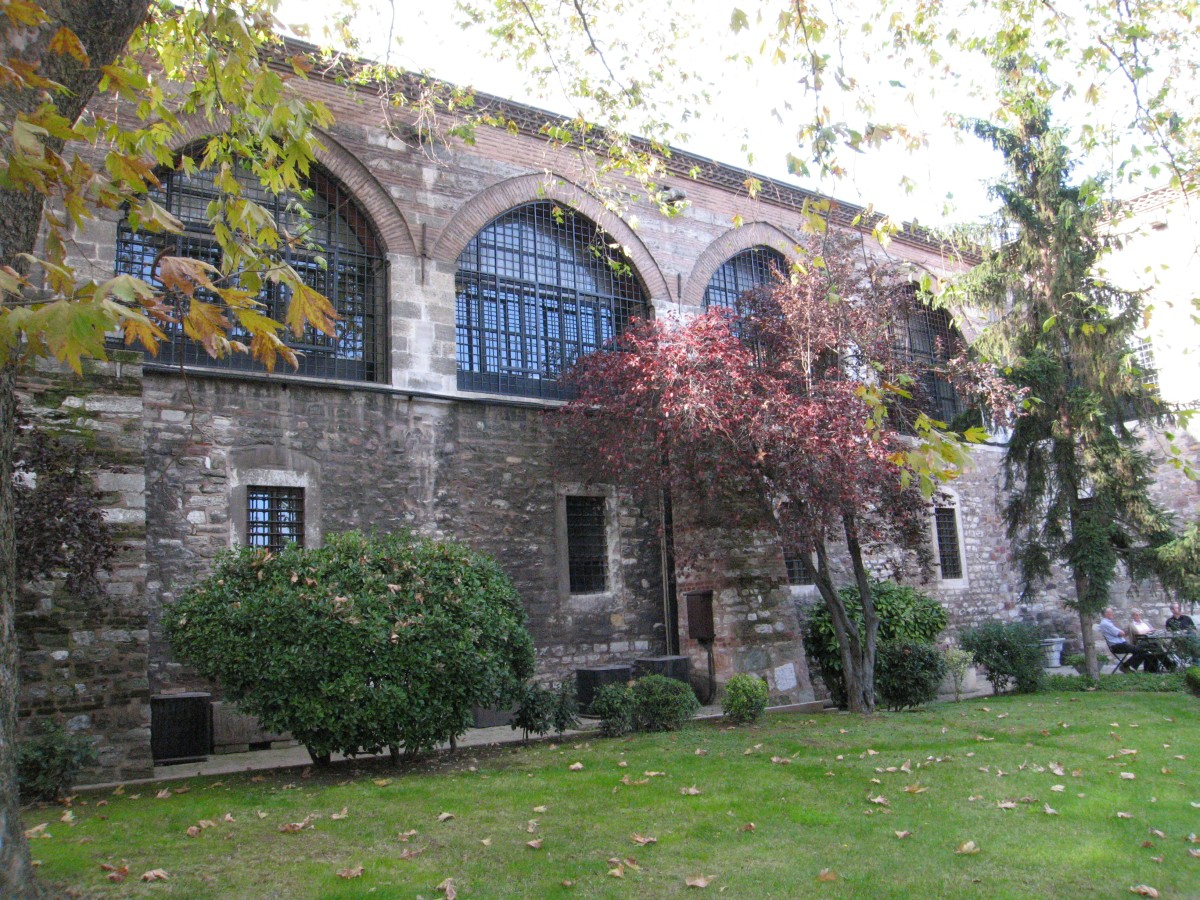
Binnenplaats van het museum

Het Museum voor Turkse en Islamitische kunst (in het Turks: Türk ve İslam Eserleri Müzesi) is een museum niet ver van de Hippodroom van Constantinopel in de wijk Eminönü van Istanboel, Turkije.

## Geschiedenis
Het Museum van Turkse en Islamitische Kunst (Türk-Islam Eserleri Müzesi) is gehuisvest in het 16e-eeuwse paleis van Ibrahim Pasha. Deze Ibrahim was de zwager van sultan Süleyman. Het werd gebouwd in 1524. Het gebouw was vroeger het paleis van İbrahim Pasha, die de eerste grootvizier was van Süleyman de prachtlievende. Het Ibrahim Pasa-paleis, waar dit museum in gevestigd is, was het grootste privépaleis van het Osmaanse Rijk.

## Collectie
Het “Türk-Islam Eserleri Müzesi” is een museum met een bijzonder rijke collectie aan voorwerpen uit alle periodes en uithoeken van de islamitische wereld. Zo zijn er grafstenen, mijlpalen, munten, tapijten, kandelaars, schrijfgerei, astrolabia (astronomisch instrument), kalligrafie, keramiek, houtwerk, manuscripten, juwelen. Nu is er keramiek, glaswerk, beelden en andere kunst uit het prille begin van de islam tot nu te zien, plus de oudste tapijten ter wereld en een enorme collectie kalligrafie. Het museum bezit een grote collectie kunstvoorwerpen, van de 8e eeuw tot het einde het Ottomaanse Rijk. De nadruk ligt op de Ottomaanse kunst met tapijten, rijk geïllustreerde korans, beeldhouwwerken, kalligrafieën, glas, porselein en gedecoreerde lampen. De collectie omvat voorbeelden van:
- islamitische kalligrafie
- tegels
- oosterse tapijten
- etnografische displays van de verschillende culturen in Turkije
- De nomaden. Hieraan gerelateerd zijn de nagebouwde onderkomens van verschillende rangen en standen. Zo bevindt zich er een volledig ingerichte nomadentent, maar ook een zitkamer van een rijke familie in de Ottomaanse tijd.
- Een van de interessante voorwerpen in het museum is de deur van de Ulu Camii in Cizre, de Grote Moskee van Jazira. Deze deur is versierd met islamitische geometrische patronen gemaakt van bronzen platen, islamitische kalligrafie en heeft deurkloppers in de vorm van een draak, wat een typische kenmerk is voor de Zangidische periode.

Het terras van het museumcafé kijkt uit op het Hippodroom.

## Galerij

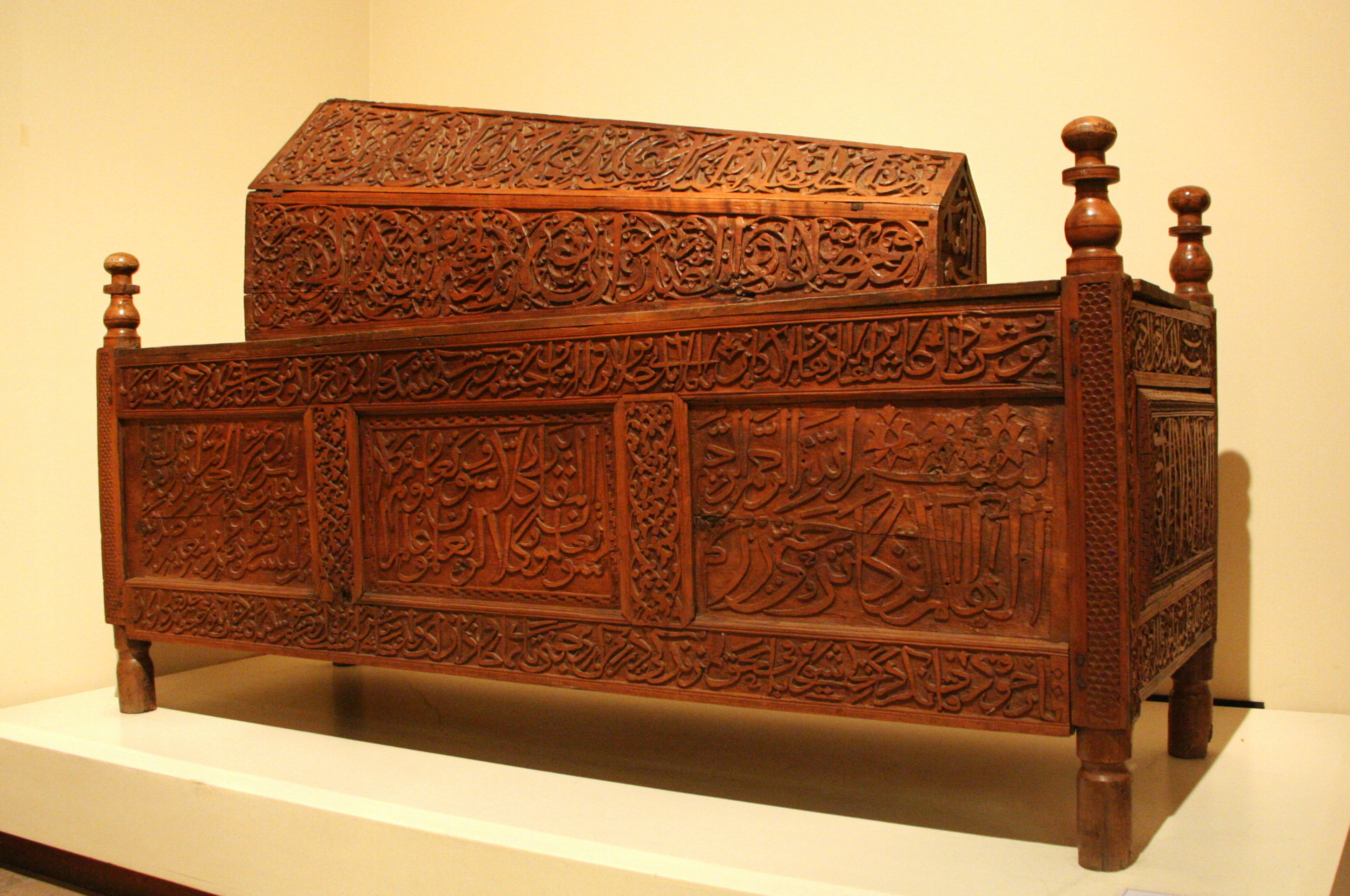
Houten sarcofaag, Konya, 1251, Seltjoekse tijd
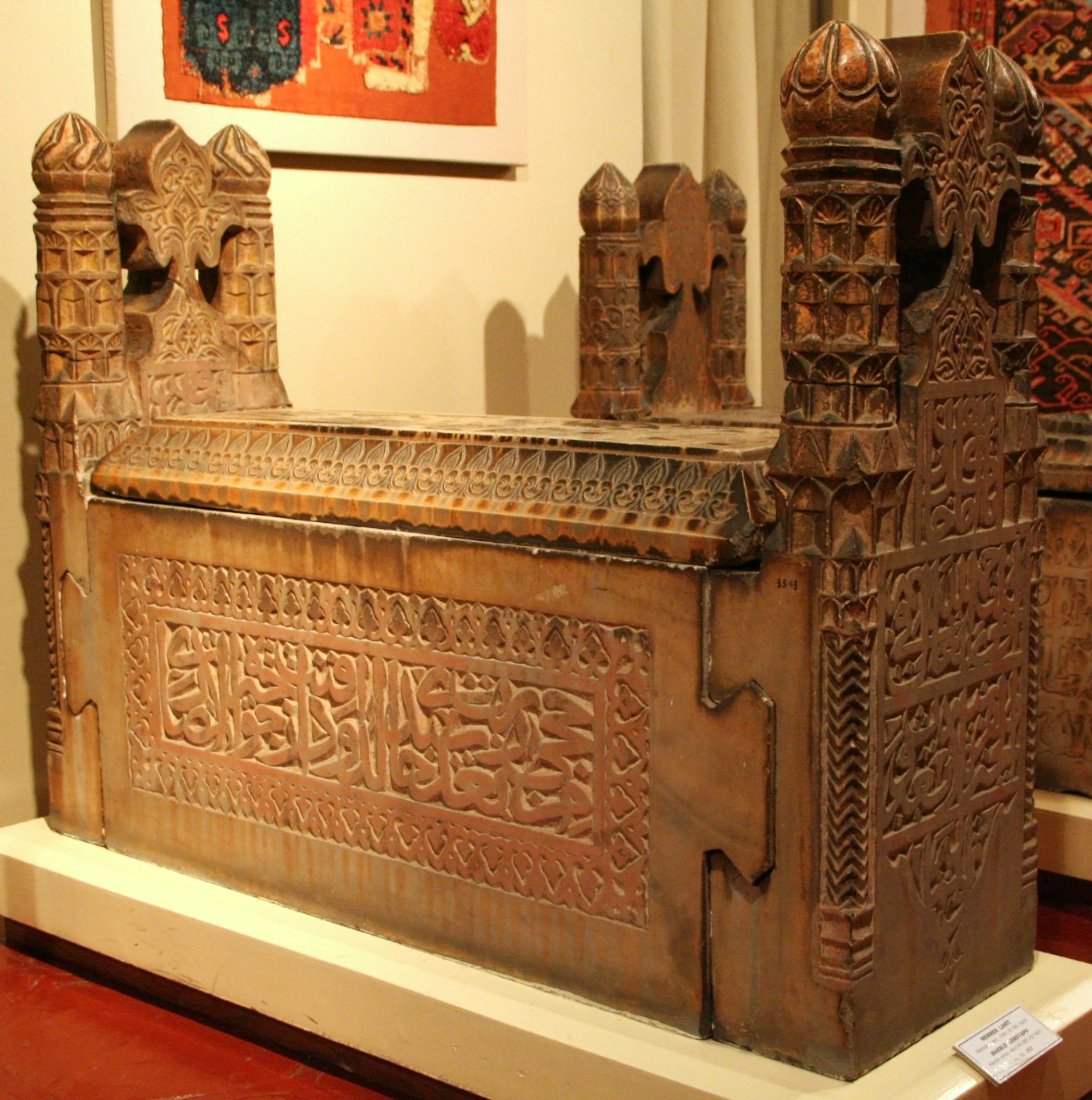
Marmeren cenotaaf, 1493, mammelukse tijd
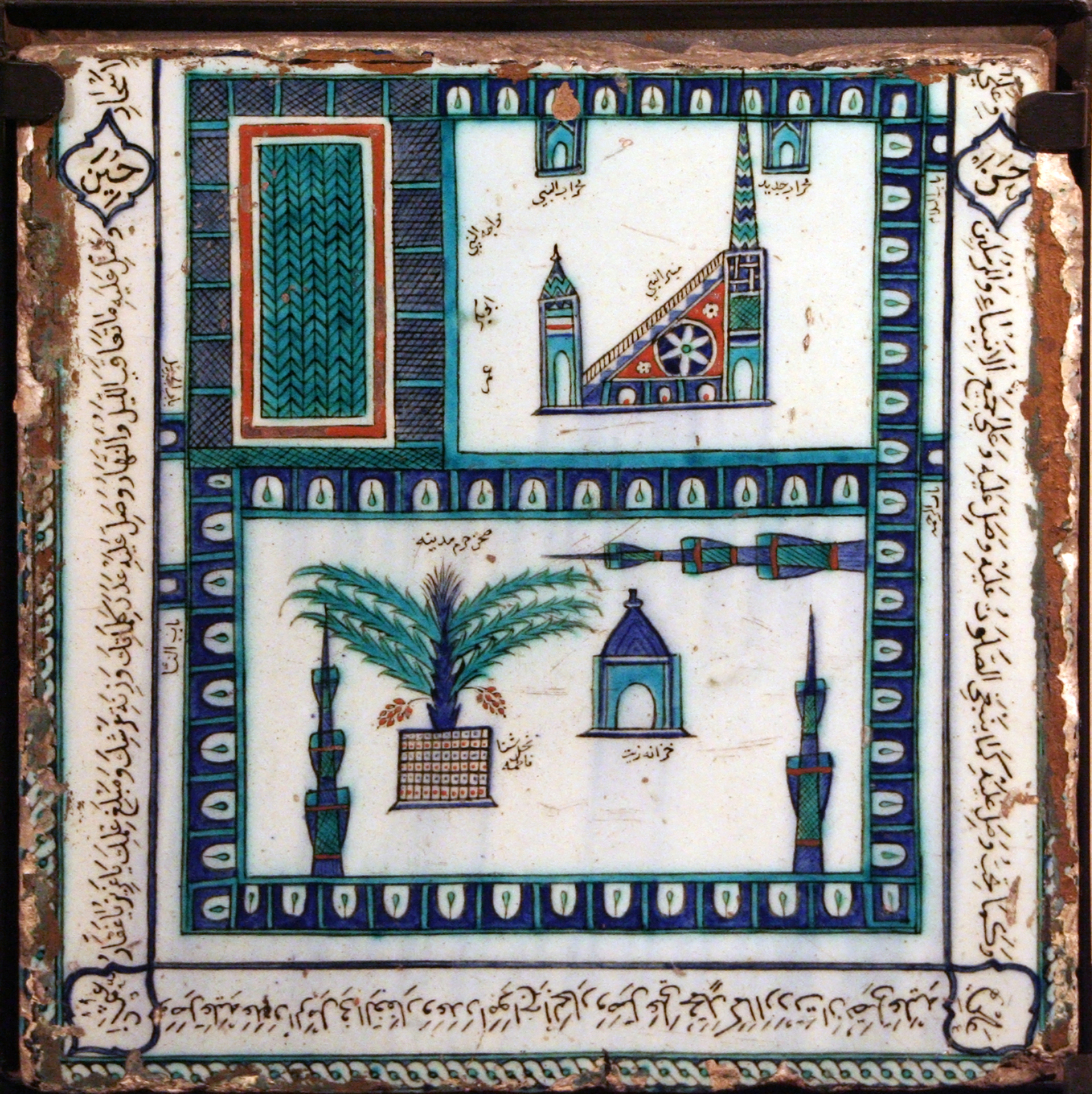
De Masjid an-Nabawi in Medina, İznik,17e eeuw, Ottomaanse tijd
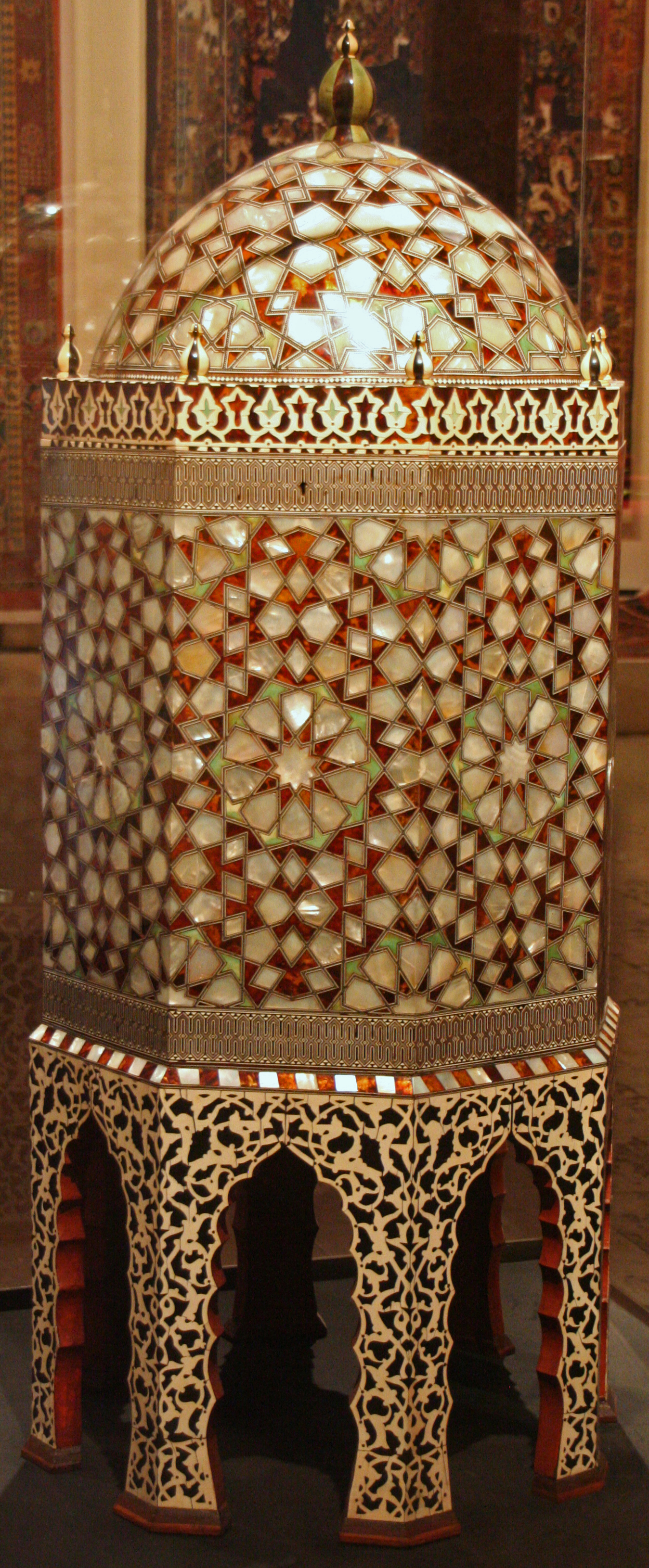
Korankastje, eind 16e eeuw - begin 17e eeuw, Ottomaanse tijd
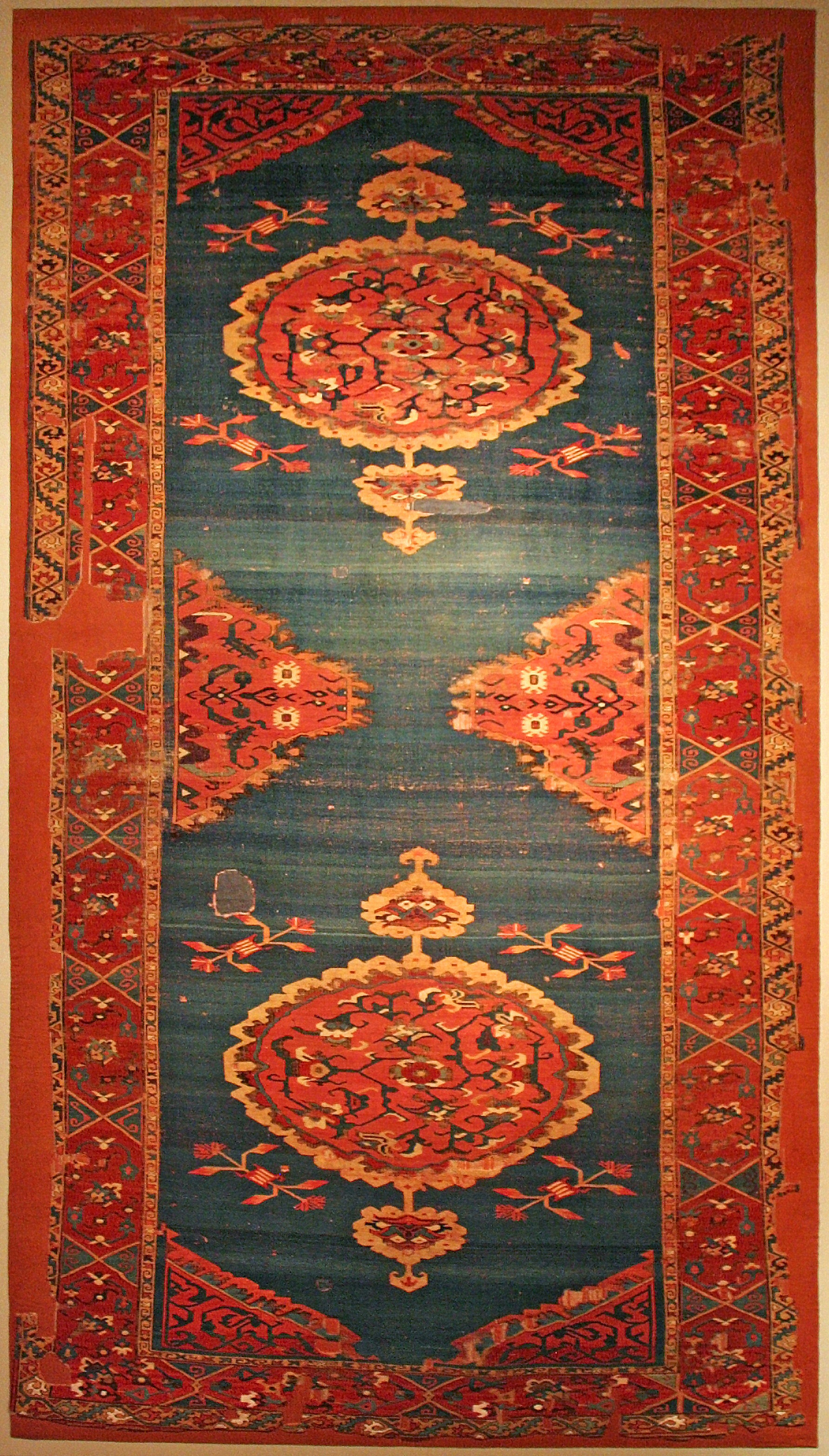
Tapijt met dubbele medaillon, Centraal-Anatolië, eind 16e eeuw - begin 17e eeuw